# Mount Hastings
Mount Hastings ist ein 628 m hoher Berg im Marie-Byrd-Land. In den Karo Hills ragt er 3 km südöstlich des Mount Rigby an der Westflanke des Scott-Gletschers auf.
Die erste Sichtung im Jahr 1928 geht auf Teilnehmer der US-amerikanischen Byrd Antarctic Expedition (1928–1930) zurück. Das Advisory Committee on Antarctic Names benannte den Berg 1967 nach James V. Hastings, der zwischen 1964 und 1965 geomagnetische Untersuchungen auf der McMurdo-Station durchgeführt hatte.